# Expédition 9 (ISS)
Insigne de la mission
Équipage de l'expédition 9
Chronologie
Expédition 8 Expédition 10
Expédition 9 est la 9e mission vers de la Station spatiale internationale.
Elle se déroula du 19/04/2004 au 24/10/2004 avec la mission Soyouz TMA-4.

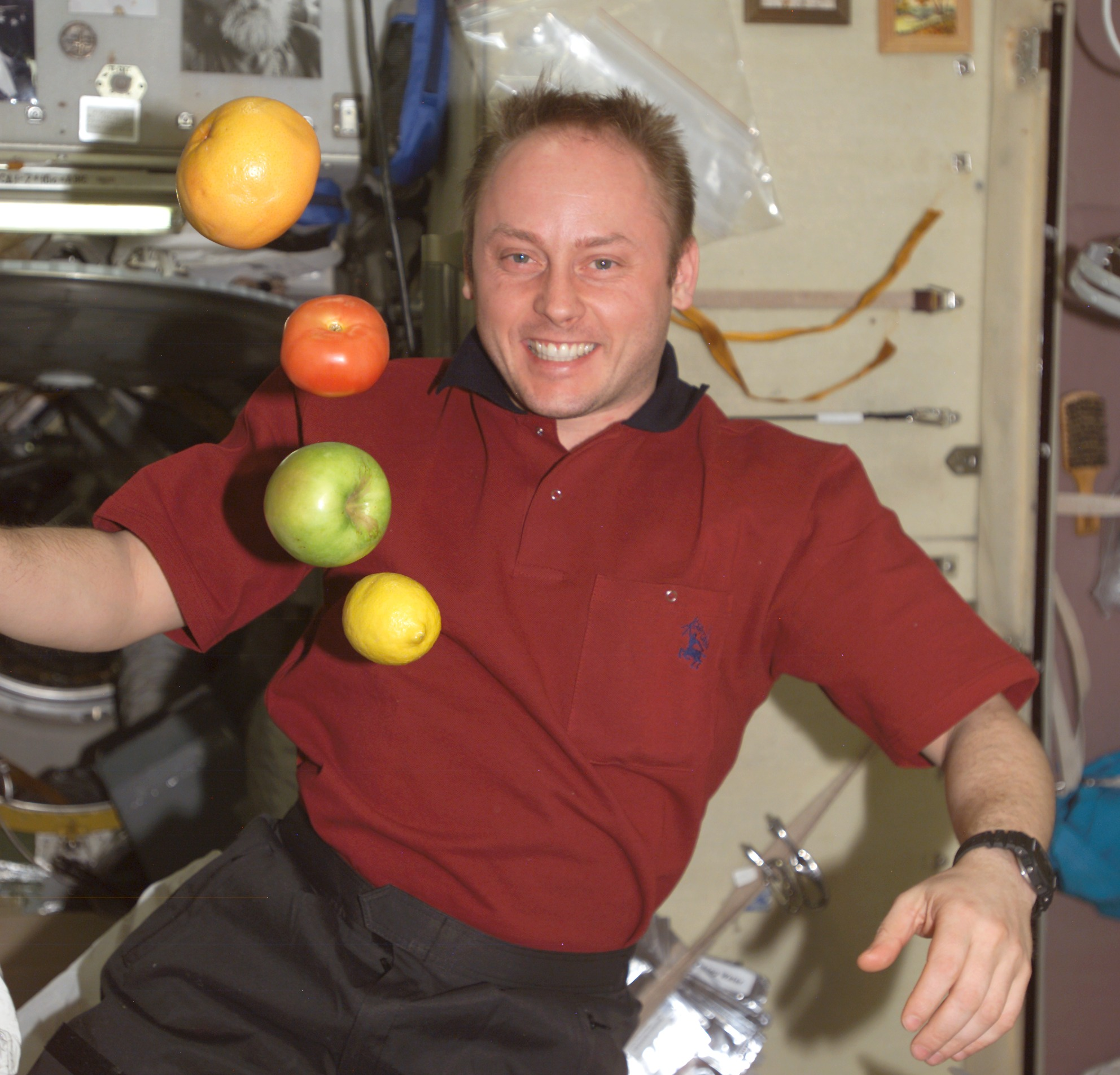
Ravitaillement de l'équipage...

À bord de l'ISS, Guennadi Padalka et Edward Fincke, qui effectuent leur 2ème et 1er vol spatial habité.
Ils retournèrent sur Terre le 24 Octobre 2004 après 185 jours passés dans l'ISS.

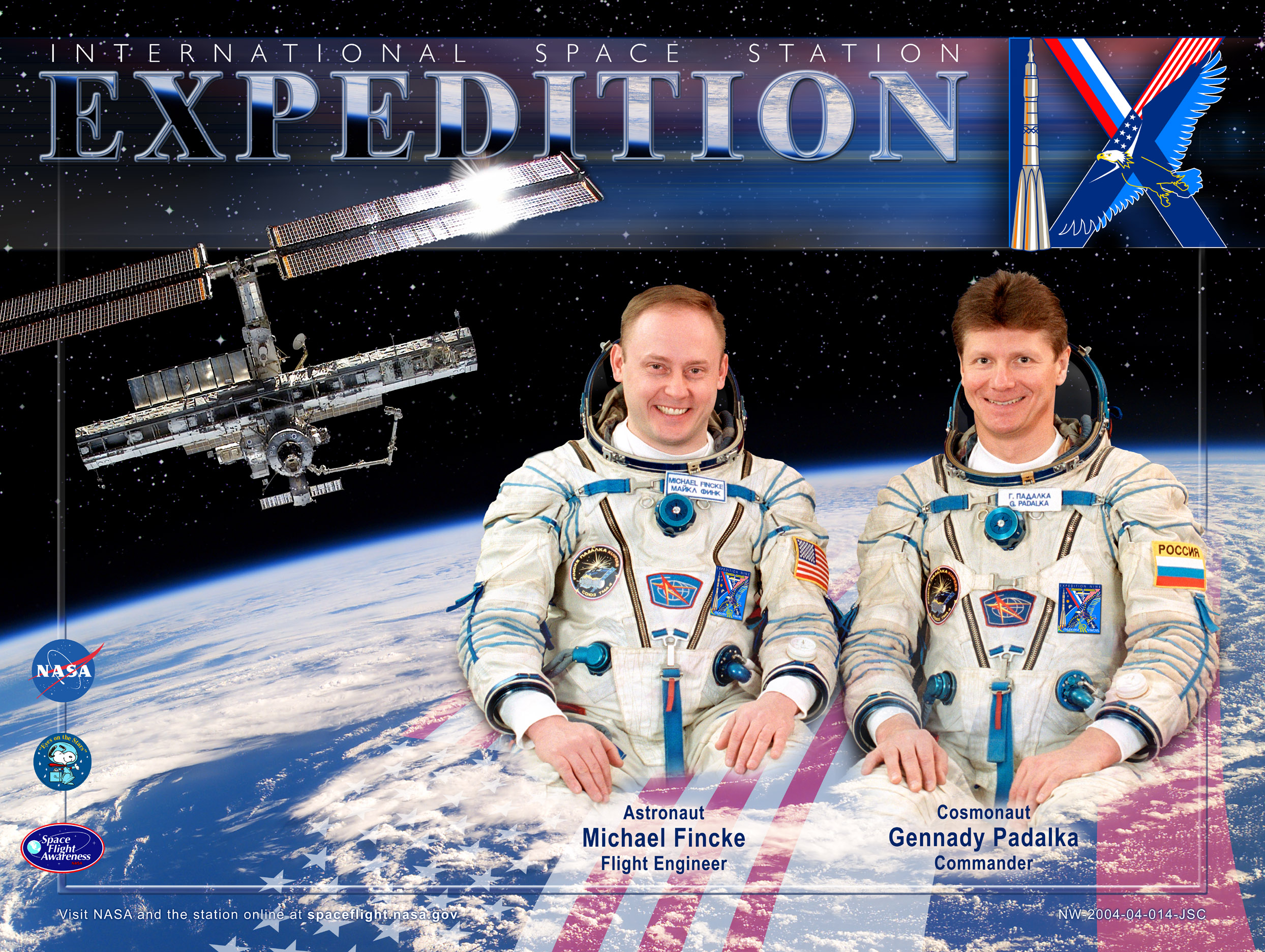
Poster à l’effigie de l'équipage de l'expédition 9

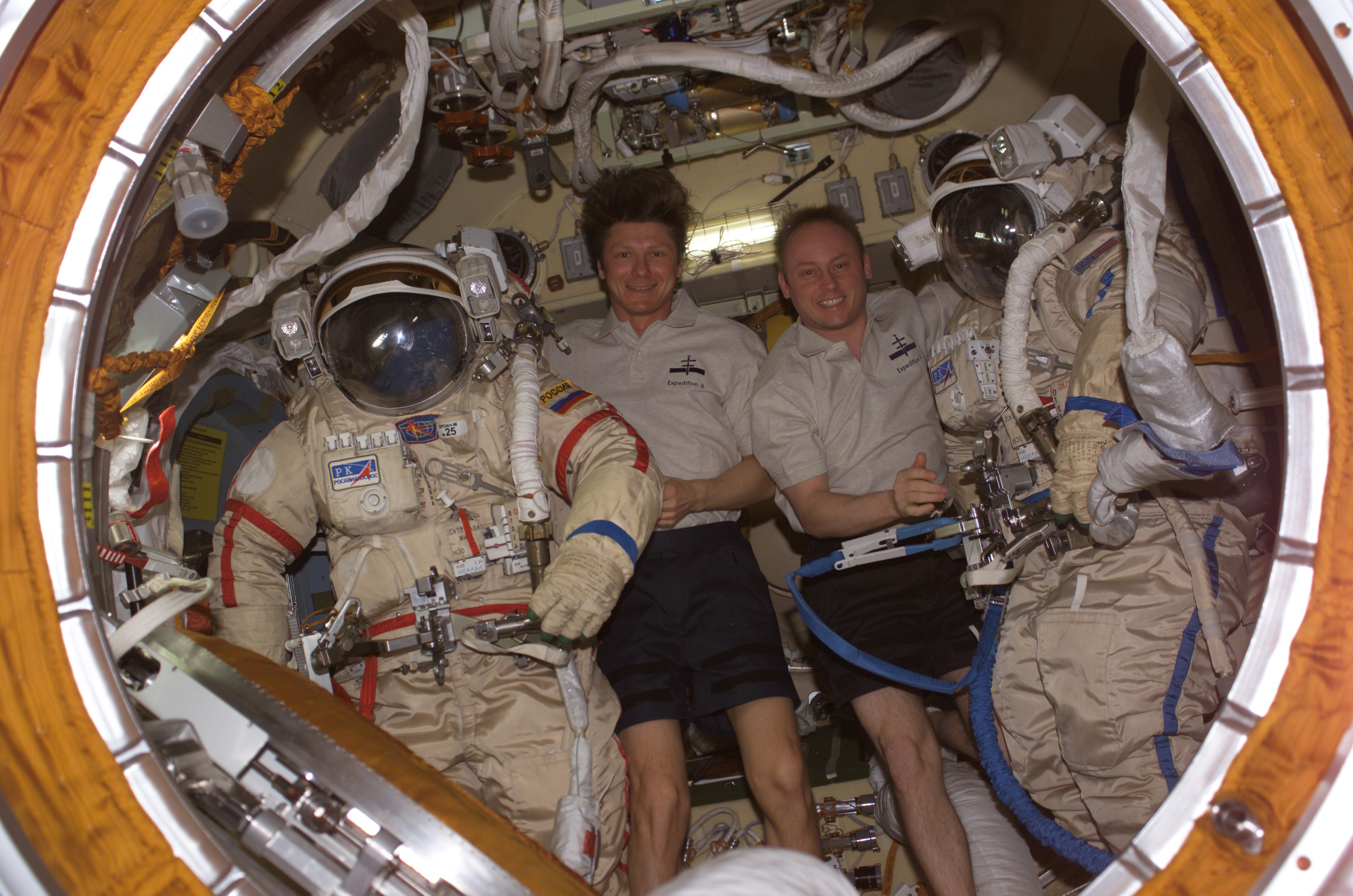
L'équipage dans PIRS montrant leur combinaison